# إميلي أبجون (حصان)

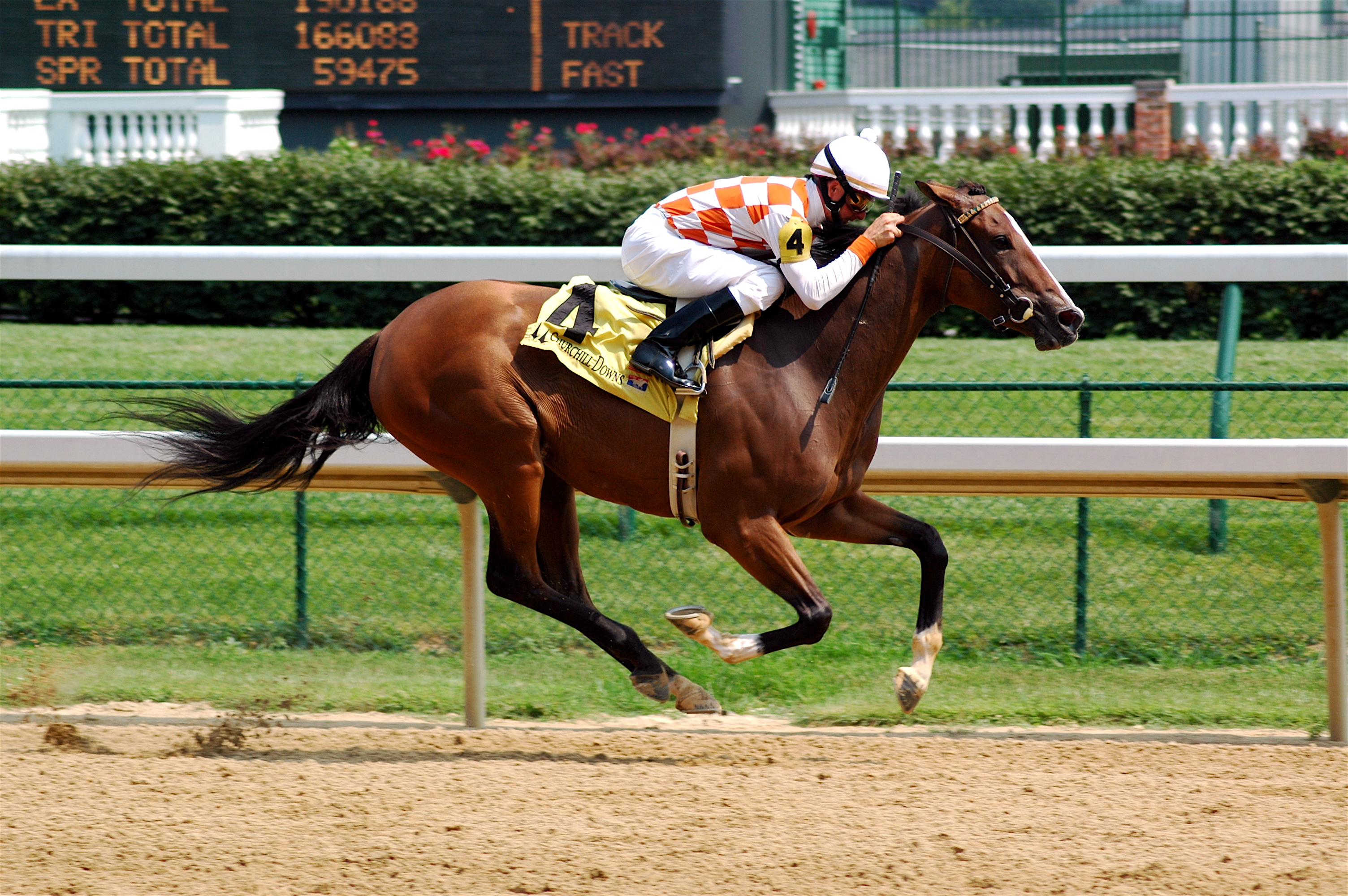

إميلي أبجون (بالإنجليزية: Emily Upjohn) هي فرس سباق بريطانية من سلالة الثوروبريد، وُلدت في 4 مارس 2019. دُربت من قِبل جون وتادي غوسدن، واشتهرت بأدائها البارز في سباقات الخيول المسطحة.

## الخلفية
إميلي أبجون هي فرس بُنّية اللون، وُلدت في المملكة المتحدة وقام بتربيتها لوردشيب ستاد. تنحدر من نسل الفحل "Sea The Stars"، وهو بطل سباقات معروف فاز بعدة سباقات من الفئة الأولى منها 2000 جينيز الإنجليزي، وديربي إبسوم، وكأس القوس. أما والدتها فهي "Hidden Brief"، ابنة "Barathea"، وهي فائزة بسباقات وتعود إلى عائلة الفرس الشهيرة "Hazy Idea"، التي أنتجت حصانين فائزين بالداربي.

## المسيرة

### عام 2021: الموسم بعمر السنتين
ظهرت إميلي أبجون لأول مرة في سباق للمبتدئين على مضمار وولفرهامبتون في نوفمبر، حيث فازت بسهولة.

### عام 2022: الموسم بعمر الثلاث سنوات
بدأت موسمها بالفوز بسباق في مضمار سانداون بارك، ثم فازت بسباق Musidora Stakes في يورك، مما جعلها إحدى المرشحات المفضلات لسباق ديربي الفتيات في إبسوم. في ذلك السباق، تعثرت عند البداية لكنها تعافت بسرعة لتخسر بفارق ضئيل جداً أمام "Tuesday" في نهاية مثير. ثم شاركت في سباق King George VI and Queen Elizabeth Stakes لكنها لم تؤدِ جيدًا، قبل أن تعود للفوز بسباق فيليز آند مير تورف في مهرجان بطولة بريطانيا.

### عام 2023: الموسم بعمر الأربع سنوات
بدأت موسمها الجديد بالفوز المثير في سباق كورونيشن كب في إبسوم، متغلبة على الجواد "Westover". ثم جاءت في المركز الرابع في سباق كينغ جورج، ثم المركز الخامس في سباق بريدرز كب تورف.

## النتائج
- إجمالي السباقات: 11

- عدد الانتصارات: 6

- الوصافة: 3

- المركز الثالث: 0

- الأرباح: 1,539,664 جنيهًا إسترلينيًا